# Zgniłe miasteczka
Zgniłe miasteczka (ang. rotten boroughs) – podupadłe i wyludnione miejscowości w Anglii, które do 1832 były okręgami wyborczymi do Izby Gmin. Prawo to przyznano im w średniowieczu, za czasów ich świetności. Bywało to dogodne dla rządu. Rodziny takie jak Pelhamowie w Susseksie, w Norfolk, Courtenayowie w hrabstwie Devon, Napierowie w hrabstwie Dorset czy Cartwrightowie w Northampton poprzez znajomości z okolicznymi kupcami i prawnikami przez swoich dzierżawców kontrolowały w praktyce elekcję w swojej okolicy. Gdy Robert Walpole był brytyjskim premierem (1721–1742), głosy dla niego zdobywał jego ministerialny kolega Thomas Pelham-Holles, 1. książę Newcastle.
Jednocześnie rozwijające się od XVIII w. ośrodki przemysłowe bądź w ogóle były pozbawione reprezentacji w Izbie Gmin, bądź była ona nieproporcjonalnie mała; np. pod koniec XVIII w. liczący 900 tys. mieszkańców Londyn wybierał zaledwie czterech deputowanych, podczas gdy Kornwalia, o populacji ok. 165 tys. osób – aż 44.
Reformę wyborczą obejmującą likwidację okręgów w „zgniłych miasteczkach” i wprowadzenie w ich miejsce nowych ośrodków przemysłowych zaproponował już rząd Williama Pitta Młodszego, jednak Parlament odrzucił ją w 1785. Dopiero w 1832, na mocy reformy ordynacji wyborczej (zwanej reformą Greya) 52 (lub 56) „zgniłych miasteczek” utraciło swoje mandaty na rzecz innych miast – często ośrodków, które powstały podczas rewolucji przemysłowej w XVIII w. Procent wyborców podniósł się wtedy z 3 do 5 w skali kraju.
Charles Dickens w powieści „Klub Pickwicka” obnaża mechanizm pozyskiwania głosów w prowincjonalnych okręgach wyborczych.
Nieco mniej drastyczna była sytuacja tzw. „miasteczek kieszonkowych” (pocket boroughs) – małych miasteczek o uprawnieniach wyborczych.